# Formulaire de relativité restreinte
Cet article contient un ensemble de formules utiles en relativité restreinte.

## Les notations

### Référentiels utilisés

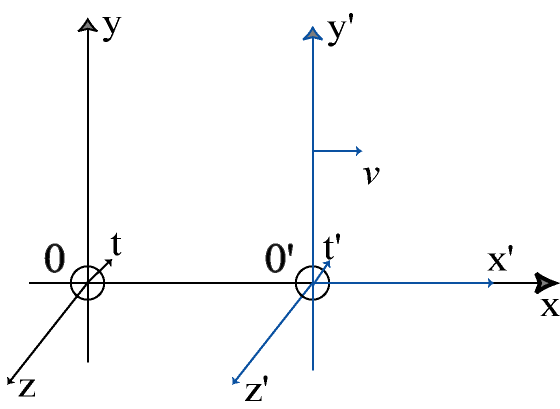
Systèmes d'axes parallèles

On considère deux référentiels galiléens Oxyz et O’x’y’z’, dont les axes Ox et O’x’ sont confondus, O’y’ et O’z’ étant respectivement parallèles à Oy et Oz. On suppose que le repère O’x’y’z’ se déplace par rapport au repère Oxyz, avec une vitesse constante égale à v le long de l'axe Ox.
Toutes les quantités relatives au premier repère seront notées sans apostrophe (par exemple, un événement y sera localisé par le quadrivecteur{\displaystyle (ct,\mathbf {r} )=(ct,x,y,z)}), et avec une apostrophe pour le deuxième repère (le quadrivecteur y sera donc noté {\displaystyle (ct',\mathbf {r'} )=(ct',x',y',z')}).
On suppose que O et O’ coïncident pour la même origine des temps {\displaystyle t\,=\,t'\,=\,0}.
On pose :
{\displaystyle \beta \,=\,{\frac {v}{c}}}
{\displaystyle \gamma ={\frac {1}{\sqrt {1-\beta ^{2}}}}}
ou {\displaystyle \gamma (v)={\frac {1}{\sqrt {1-{\frac {v^{2}}{c^{2}}}}}}} s'il est nécessaire de préciser la dépendance envers v.

### Le paramètre angulaire de vitesse
Pour simplifier les formules, il est utile d'introduire le paramètre angulaire de vitesse θ défini par les formules suivantes :
{\displaystyle \beta \,=\,\tanh(\theta )}   soit   {\displaystyle \theta \,=\,\mathrm {atanh} (\beta )}
À l'aide de ce paramètre on peut écrire :
{\displaystyle \gamma ={\frac {1}{\sqrt {1-\tanh ^{2}(\theta )}}}=\cosh(\theta )}
{\displaystyle \beta \gamma \,=\,\tanh(\theta )\cosh(\theta )=\sinh(\theta )}

## Transformation des coordonnées

### Lestransformations de Lorentz
Elles donnent la façon dont se transforme le quadrivecteur {\displaystyle (ct,\mathbf {r} )} de coordonnées spatio-temporelles (ct, x, y, z) d'un même événement quand on passe d'un référentiel à l'autre :
{\displaystyle {\begin{cases}ct=\gamma (ct'+\beta x')\\x=\gamma (x'+\beta ct')\\y=y'\\z=z'\end{cases}}}
ce qui donne sous forme matricielle (plus facile à visualiser) :
{\displaystyle {\begin{pmatrix}ct\\x\\y\\z\end{pmatrix}}={\begin{pmatrix}\gamma &\beta \gamma &0&0\\\beta \gamma &\gamma &0&0\\0&0&1&0\\0&0&0&1\\\end{pmatrix}}{\begin{pmatrix}ct'\\x'\\y'\\z'\end{pmatrix}}}
En utilisant les fonctions hyperboliques de l'angle θ, on obtient des expressions analogues aux formules de changement d'axes de coordonnées par rotation plane, mais avec des fonctions hyperboliques :
{\displaystyle {\begin{cases}ct=ct'\cosh(\theta )+x'\sinh(\theta )\\x=ct'\sinh(\theta )+x'\cosh(\theta )\end{cases}}}
On obtient les transformations inverses en changeant le signe de la vitesse.
Les transformations de Lorentz s'appliquent à tous les quadrivecteurs.

### Le temps propre
La quantité suivante est invariante dans un changement de coordonnées
{\displaystyle c^{2}\tau ^{2}\,=\,c^{2}t^{2}-(x^{2}+y^{2}+z^{2})=\,c^{2}t'^{2}-(x'^{2}+y'^{2}+z'^{2})}
et définit le temps propre {\displaystyle \,\tau \,.}
Soit une particule se déplaçant dans le référentiel Oxyz. Si sa position à l'instant t est (x, y, z) et sa vitesse est w, alors on a :
{\displaystyle {\rm {d}}t={\frac {1}{\sqrt {1-{\frac {w^{2}}{c^{2}}}}}}{\rm {d}}\tau =\gamma (w){\rm {d}}\tau }

### Ladilatation du temps
Si l'horloge du référentiel O’x’y’z’ mesure la durée {\displaystyle \Delta \,t'} entre deux événements se produisant au même endroit dans ce référentiel, donc séparés par une distance spatiale {\displaystyle \Delta \,x'=0}, alors la durée mesurée dans le référentiel Oxyz est :
{\displaystyle \Delta t=\Delta t'\cosh(\theta )=\gamma \Delta t'={\frac {\Delta t'}{\sqrt {1-{\frac {v^{2}}{c^{2}}}}}}\,.}
En particulier, la durée mesurée dans un repère extérieur est toujours plus grande que la durée propre.

### Lacontraction des longueurs
Si un objet fixe dans le référentiel O’x’y’z’ est de longueur L’ selon l'axe O’x’ dans ce repère (longueur propre), sa longueur L mesurée au même instant t dans le référentiel Oxyz par la distance entre les deux points de l'axe Ox délimitant l'avant et l'arrière de l'objet, donc correspondant à {\displaystyle \Delta t\,=\,0}, est donnée par :
{\displaystyle L={\frac {L'}{\gamma }}=L'{\sqrt {1-{\frac {v^{2}}{c^{2}}}}}}
La longueur mesurée dans un référentiel par rapport auquel un objet se déplace est plus petite que la longueur propre de l'objet.

## Cinématique

### Loi de composition des vitesses
Si un point est mobile dans le référentiel O’x’y’z’ avec une vitesse {\displaystyle \mathbf {w'} } parallèle à O’x’ et de module w’ , alors sa vitesse {\displaystyle \mathbf {w} } dans le référentiel Oxyz est parallèle à Ox et son module vaut :
{\displaystyle w\,=\,{\frac {w'+v}{1+{\frac {w'v}{c^{2}}}}}}
En utilisant les paramètres angulaires,
{\displaystyle \alpha '\,=\,\mathrm {atanh} \left({\frac {w'}{c}}\right)}
{\displaystyle \alpha \,=\,\mathrm {atanh} \left({\frac {w}{c}}\right)}
{\displaystyle \theta \,=\,\mathrm {atanh} \left({\frac {v}{c}}\right)}
on a la loi additive {\displaystyle \alpha \,=\,\alpha '+\theta }.
Plus généralement, si la vitesse {\displaystyle \mathbf {w'} } du point mobile dans le référentiel O’x’y’z’ a pour composantes {\displaystyle (w_{x}',w_{y}',w_{z}')}, alors les composantes {\displaystyle (w_{x},w_{y},w_{z})} de sa vitesse {\displaystyle \mathbf {w} } dans le référentiel Oxyz sont :
{\displaystyle w_{x}={\frac {w_{x}'+v}{1+{\frac {w_{x}'v}{c^{2}}}}}}
{\displaystyle w_{y}={\sqrt {1-{\frac {v^{2}}{c^{2}}}}}{\frac {w_{y}'}{1+{\frac {w_{x}'v}{c^{2}}}}}}
{\displaystyle w_{z}={\sqrt {1-{\frac {v^{2}}{c^{2}}}}}{\frac {w_{z}'}{1+{\frac {w_{x}'v}{c^{2}}}}}}
Les transformations inverses s'obtiennent en changeant le signe de la vitesse v.

### Quadrivecteur vitesse
Soit une particule se déplaçant dans l'espace. Ses composantes {\displaystyle (ct,\mathbf {r} )=(ct,x,y,z)} formant un quadrivecteur, il en est de même de {\displaystyle (c{\frac {{\rm {d}}t}{{\rm {d}}\tau }},{\frac {{\rm {d}}\mathbf {r} }{{\rm {d}}\tau }})=({\frac {c{\rm {d}}t}{{\rm {d}}\tau }},{\frac {{\rm {d}}x}{{\rm {d}}\tau }},{\frac {{\rm {d}}y}{{\rm {d}}\tau }},{\frac {{\rm {d}}z}{{\rm {d}}\tau }})}, où {\displaystyle \tau } est le temps propre de la particule. Il s'agit de la quadrivitesse.
Comme {\displaystyle {\rm {d}}t={\frac {1}{\sqrt {1-{\frac {w^{2}}{c^{2}}}}}}{\rm {d}}\tau =\gamma (w){\rm {d}}\tau }, où w est le module de la vitesse de la particule dans le repère Oxyz, la quadrivitesse s'écrit aussi :
{\displaystyle \gamma (w)(c,{\frac {{\rm {d}}\mathbf {r} }{{\rm {d}}t}})=\gamma (w)(c,\mathbf {w} )}
où {\displaystyle \mathbf {w} } est la vitesse de la particule dans le référentiel considéré. La transformation de Lorentz appliquée à ce quadrivecteur permet de retrouver les formules de composition des vitesses.

### Transformation des accélérations
Si un point est mobile dans le référentiel O’x’y’z’ avec une vitesse {\displaystyle \mathbf {w'} } de composantes {\displaystyle (w_{x}',w_{y}',w_{z}')} et une accélération {\displaystyle \mathbf {a'} ={\frac {{\rm {d}}\mathbf {w'} }{{\rm {d}}t'}}} de composantes {\displaystyle (a_{x}',a_{y}',a_{z}')} , alors les composantes {\displaystyle (a_{x},a_{y},a_{z})} de son accélération {\displaystyle \mathbf {a} ={\frac {{\rm {d}}\mathbf {w} }{{\rm {d}}t}}} dans le référentiel Oxyz sont :
{\displaystyle a_{x}=\left(1-{\frac {v^{2}}{c^{2}}}\right)^{3/2}{\frac {a_{x}'}{\left(1+{\frac {w_{x}'v}{c^{2}}}\right)^{3}}}}
{\displaystyle a_{y}=\left(1-{\frac {v^{2}}{c^{2}}}\right){\frac {a_{y}'\left(1+{\frac {w_{x}'v}{c^{2}}}\right)-a_{x}'{\frac {w_{y}'v}{c^{2}}}}{\left(1+{\frac {w_{x}'v}{c^{2}}}\right)^{3}}}}
{\displaystyle a_{z}=\left(1-{\frac {v^{2}}{c^{2}}}\right){\frac {a_{z}'\left(1+{\frac {w_{x}'v}{c^{2}}}\right)-a_{x}'{\frac {w_{z}'v}{c^{2}}}}{\left(1+{\frac {w_{x}'v}{c^{2}}}\right)^{3}}}}
Les transformations inverses s'obtiennent en changeant le signe de la vitesse v.

### Quadrivecteur accélération
Comme pour la vitesse, on peut définir un quadrivecteur accélération donné par {\displaystyle (c{\frac {{\rm {d^{2}}}t}{{\rm {d}}\tau ^{2}}},{\frac {{\rm {d}}\mathbf {r^{2}} }{{\rm {d}}\tau ^{2}}})}, où {\displaystyle \tau } est le temps propre de la particule. Ce quadrivecteur se modifie d'un référentiel à l'autre par les transformations de Lorentz. Sa relation avec l'accélération précédemment définie {\displaystyle \mathbf {a} ={\frac {{\rm {d}}\mathbf {r^{2}} }{{\rm {d}}\tau ^{2}}}} résulte des règles de calcul de la dérivée seconde d'une fonction composée. Notons {\displaystyle \mathbf {w} } la vitesse de la particule à un instant donné. On a :
{\displaystyle {\frac {{\rm {d}}t}{{\rm {d}}\tau }}=\gamma (w)}
{\displaystyle {\frac {{\rm {d^{2}}}t}{{\rm {d}}\tau ^{2}}}=\gamma (w){\frac {{\rm {d}}\gamma (w)}{{\rm {d}}t}}={\frac {(\mathbf {w} ,\mathbf {a} )}{c^{2}}}\gamma (w)^{4}}, où {\displaystyle (\mathbf {w} ,\mathbf {a} )} désigne le produit scalaire usuel entre la vitesse {\displaystyle \mathbf {w} } et l'accélération {\displaystyle \mathbf {a} }.
{\displaystyle {\frac {{\rm {d}}\mathbf {r} }{{\rm {d}}\tau }}=\gamma (w)\mathbf {w} }
{\displaystyle {\frac {{\rm {d^{2}}}\mathbf {r} }{{\rm {d}}\tau ^{2}}}=\gamma (w)^{2}\mathbf {a} +\gamma (w){\frac {{\rm {d}}\gamma (w)}{{\rm {d}}t}}\mathbf {w} =\gamma (w)^{2}\mathbf {a} +{\frac {(\mathbf {w} ,\mathbf {a} )}{c^{2}}}\gamma (w)^{4}\mathbf {w} }
Les transformations de Lorentz sur les membres de gauche sont équivalentes aux transformées des vitesses et accélérations vues précédemment sur les membres de droite.

## Dynamique

### Le quadrivecteur énergie-impulsion
Le  quadrivecteur énergie-impulsion d'une particule en mouvement est le produit de la quadrivitesse par la masse m (au repos) de la particule :
{\displaystyle (p_{t},\mathbf {p} )=(m{\frac {c{\rm {d}}t}{{\rm {d}}\tau }},m{\frac {{\rm {d}}\mathbf {r} }{{\rm {d}}\tau }})}
autrement dit, {\displaystyle (p_{t},p_{x},p_{y},p_{z})=(m{\frac {c{\rm {d}}t}{{\rm {d}}\tau }},m{\frac {{\rm {d}}x}{{\rm {d}}\tau }},m{\frac {{\rm {d}}y}{{\rm {d}}\tau }},m{\frac {{\rm {d}}z}{{\rm {d}}\tau }})}
Si la vitesse de la particule est {\displaystyle \mathbf {w} }, de module w, on a :
{\displaystyle {\frac {{\rm {d}}t}{{\rm {d}}\tau }}\,=\,\gamma (w)\equiv {\frac {1}{\sqrt {1-{\frac {w^{2}}{c^{2}}}}}}}
et :
{\displaystyle p_{t}=m{\frac {c{\rm {d}}t}{{\rm {d}}\tau }}=\gamma (w)mc={\frac {E}{c}}}
{\displaystyle E=\gamma (w)mc^{2}={\frac {mc^{2}}{\sqrt {1-{\frac {w^{2}}{c^{2}}}}}}} est l'énergie de la particule.
de sorte que {\displaystyle (p_{t},\mathbf {p} )=\gamma (w)(mc,m\mathbf {w} )}. Le module de {\displaystyle \mathbf {p} } est :
{\displaystyle p=m\gamma (w)w={\frac {mw}{\sqrt {1-{\frac {w^{2}}{c^{2}}}}}}}
Aux faibles vitesses {\displaystyle w\,\ll \,c}
{\displaystyle E\,=\,mc^{2}+{\frac {1}{2}}mw^{2}}
On a toujours la relation
{\displaystyle \mathbf {p} ={\frac {E}{c^{2}}}\mathbf {w} }
La quantité suivante est invariante dans un changement de repère
{\displaystyle E^{2}-p^{2}c^{2}\,=\,m^{2}c^{4}}
Pour un photon, m = 0 et
{\displaystyle E\,=\,pc}

### Énergie cinétique
L'énergie cinétique d'une particule dont la vitesse est w, est
{\displaystyle K\,=E-mc^{2}\,=\,mc^{2}\left({\frac {1}{\sqrt {1-{\frac {w^{2}}{c^{2}}}}}}-1\right)}
Pour {\displaystyle w\ll c}
{\displaystyle K\,=\,{\frac {1}{2}}mw^{2}\,}
et pour {\displaystyle w\simeq c}
{\displaystyle K\simeq E\simeq pc\simeq {\frac {mc^{2}}{\sqrt {2(1-{\frac {w}{c}})}}}}

### Formules de changement de repère
{\displaystyle ({\frac {E}{c}},\mathbf {p} )} étant un quadrivecteur, on passe de ses composantes d'un repère à un autre au moyen des transformations de Lorentz, d'où :
{\displaystyle {\begin{cases}{\frac {E}{c}}=\gamma ({\frac {E'}{c}}+\beta p'_{x})\\p_{x}=\gamma (\beta {\frac {E'}{c}}+p'_{x})\\p_{y}=p'_{y}\\p_{z}=p'_{z}\end{cases}}}
ou
{\displaystyle {\begin{cases}{\frac {E}{c}}={\frac {E'}{c}}\cosh(\theta )+p'_{x}\sinh(\theta )\\p_{x}={\frac {E'}{c}}\sinh(\theta )+p'_{x}\cosh(\theta )\\p_{y}=p'_{y}\\p_{z}=p'_{z}\end{cases}}}
Les transformations inverses s'obtiennent en changeant le signe de la vitesse v de déplacement d'un repère par rapport à l'autre.

### Quadrivecteur force et transformation des forces
La force {\displaystyle \mathbf {F} } usuelle qui s'applique sur la particule vérifie la loi de Newton suivante :
{\displaystyle \mathbf {F} ={\frac {{\rm {d}}\mathbf {p} }{{\rm {d}}t}}}
et on peut montrer que le produit scalaire usuel {\displaystyle (\mathbf {F} ,\mathbf {w} )} de la force {\displaystyle \mathbf {F} } par la vitesse {\displaystyle \mathbf {w} } de la particule de masse m satisfait :
{\displaystyle (\mathbf {F} ,\mathbf {w} )={\frac {{\rm {d}}E}{{\rm {d}}t}}={\frac {{\rm {d}}\gamma (w)}{{\rm {d}}t}}mc^{2}=\gamma (w)^{3}(\mathbf {w} ,\mathbf {a} )m=\gamma (w)^{2}(\mathbf {w} ,\mathbf {a} ){\frac {E}{c^{2}}}}
où {\displaystyle \mathbf {a} ={\frac {{\rm {d}}\mathbf {w} }{{\rm {d}}\mathbf {t} }}} est l'accélération de la particule.
En dérivant la relation {\displaystyle \mathbf {p} =\gamma (w)m\mathbf {w} } par rapport à t, on obtient :
{\displaystyle \mathbf {F} =\gamma (w)m\mathbf {a} +\gamma (w)^{3}(\mathbf {w} ,\mathbf {a} ){\frac {m}{c^{2}}}\mathbf {w} }
Le quadrivecteur force est défini par {\displaystyle ({\frac {{\rm {d}}E}{c{\rm {d}}\tau }},{\frac {{\rm {d}}\mathbf {p} }{{\rm {d}}\tau }})}, où {\displaystyle \tau } est le temps propre de la particule. Comme {\displaystyle {\frac {{\rm {d}}t}{{\rm {d}}\tau }}=\gamma (w)}, on a :
{\displaystyle ({\frac {{\rm {d}}E}{c{\rm {d}}\tau }},{\frac {{\rm {d}}\mathbf {p} }{{\rm {d}}\tau }})=\gamma (w)({\frac {(\mathbf {F} ,\mathbf {w} )}{c}},\mathbf {F} )}
Ce quadrivecteur se modifie du référentiel Oxyz au référentiel O’x’y’z’ par les transformations de Lorentz. On peut alors obtenir la façon dont se transforment les composantes {\displaystyle (F_{x},F_{y},F_{z})} de la force {\displaystyle \mathbf {F} } :
{\displaystyle F_{x}={F_{x}+{v \over c^{2}}(\mathbf {F} ,\mathbf {w} ) \over 1+{vw_{x} \over c^{2}}}}
{\displaystyle F_{y}={F_{y} \over \gamma (1+{vw_{x} \over c^{2}})}}
{\displaystyle F_{z}={F_{z} \over \gamma (1+{vw_{x} \over c^{2}})}}

## Électromagnétisme

### Transformation du champ électro-magnétique
Les règles de transformation des forces du référentiel Oxyz au référentiel O’x’y’z’, dans le cas de la force de Lorentz appliquée à une particule chargée se déplaçant dans le référentiel Oxyz et plongée dans un champ électrique {\displaystyle \mathbf {E} } et un champ magnétique {\displaystyle \mathbf {B} }, conduisent aux formules de transformation des champs électrique et magnétique suivantes, de façon que l'expression de la force de Lorentz reste valide dans le référentiel O’x’y’z’ :
{\displaystyle \left\{{\begin{matrix}E'_{x}=E_{x}\\E'_{y}=\gamma (E_{y}-vB_{z})\\E'_{z}=\gamma (E_{z}+vB_{y})\\B'_{x}=B_{x}\\B'_{y}=\gamma (B_{y}+{\frac {v}{c^{2}}}E_{z})\\B'_{z}=\gamma (B_{z}-{\frac {v}{c^{2}}}E_{y})\end{matrix}}\right.}
Les équations de Maxwell sont alors également conservées dans les deux référentiels.

### Quadrivecteur potentiel
Les formules précédentes sont équivalentes au fait qu'on dispose d'un quadrivecteur {\displaystyle ({\frac {\phi }{c}},\mathbf {A} )}, où {\displaystyle \phi } est le potentiel scalaire et {\displaystyle \mathbf {A} } le potentiel vecteur, qui se modifie par les transformations de Lorentz lorsqu'on passe d'un référentiel à un autre.

## Phénomènes divers

### Effet Doppler-Fizeau

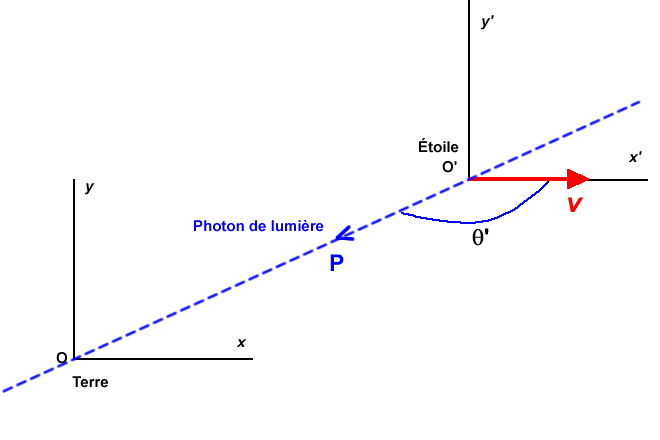
Effet Doppler

{\displaystyle \nu } étant la fréquence reçue dans le référentiel Oxyz d'un signal émis par une source fixe dans le référentiel O’x’y’z’ avec une fréquence propre{\displaystyle \nu '}, {\displaystyle \theta '\,} l'angle que fait le photon avec l'axe Ox’ dans le repère O’x’y’z’ de cette source, {\displaystyle \theta \,} l'angle avec l'axe Ox dans le repère Oxyz, {\displaystyle v\,} la vitesse de la source par rapport à Oxyz et {\displaystyle v_{r}\equiv v\cos(\theta ')} la vitesse radiale, on a :
{\displaystyle \nu \,=\,\gamma \,(1+\beta \cos(\theta '))\nu '\equiv {\frac {1+{\frac {v_{r}}{c}}}{\sqrt {1-{\frac {v^{2}}{c^{2}}}}}}\,\nu '}
Aux faibles vitesses {\displaystyle v\ll c}
{\displaystyle {\frac {\Delta \nu }{\nu }}\equiv {\frac {\nu -\nu '}{\nu '}}\simeq {\frac {\nu -\nu '}{\nu }}\simeq {\frac {v_{r}}{c}}\,.}
Si la source s'éloigne, v est positif, {\displaystyle \cos(\theta ')} est négatif, {\displaystyle v_{r}\,=\,v\cos(\theta ')} est négatif, de sorte que la fréquence diminue (la longueur d'onde augmente, c'est le décalage vers le rouge).

### Phénomène d'aberration de la lumière
Avec les mêmes notations que ci-dessus, on a :
{\displaystyle {\begin{cases}\cos(\theta ')={\frac {\beta +\cos(\theta )}{1+\beta \cos(\theta )}}\\\sin(\theta ')={\frac {1}{\gamma }}{\frac {\sin(\theta )}{1+\beta \cos(\theta )}}\end{cases}}}

### Quadrivecteur onde
Les deux phénomènes précédents se déduisent du fait qu'on dispose d'un quadrivecteur onde {\displaystyle ({\frac {\omega }{c}},\mathbf {k} )}, où {\displaystyle \omega } est la pulsation de l'onde et {\displaystyle \mathbf {k} } le vecteur d'onde, lorsqu'on lui applique les transformations de Lorentz.